# Rajd Indonezji 1997
Rezultaty Rajdu Indonezji (22. Rally of Indonesia 1997), eliminacji Rajdowych Mistrzostw Świata w 1997 roku, który odbył się w dniach 19–21 września. Była to jedenasta runda czempionatu w tamtym roku. Bazą rajdu było miasto Medan.

## Wyniki końcowe rajdu
| Msc.                   | Kierowca               | Pilot                  | Samochód                    | Czas                   | Strata                 | Grupa                  | Punkty                 |                        |
| Klasyfikacja generalna | Klasyfikacja generalna | Klasyfikacja generalna | Klasyfikacja generalna      | Klasyfikacja generalna | Klasyfikacja generalna | Klasyfikacja generalna | Klasyfikacja generalna | Klasyfikacja generalna |
| ---------------------- | ---------------------- | ---------------------- | --------------------------- | ---------------------- | ---------------------- | ---------------------- | ---------------------- | ---------------------- |
| 1                      | Carlos Sainz           | Luis Moya              | Ford Escort WRC             | 4:37.30                | 0.0                    | A8 M                   | 10                     |                        |
| 2.                     | Juha Kankkunen         | Juha Repo              | Ford Escort WRC             | 4:37.46                | +0.16                  | A8 M                   | 6                      |                        |
| 3.                     | Kenneth Eriksson       | Staffan Parmander      | Subaru Impreza WRC          | 4:38.49                | +1.19                  | A8 M                   | 4                      |                        |
| 4.                     | Richard Burns          | Robert Reid            | Mitsubishi Carisma GT Evo 4 | 4:39.24                | +1.54                  | A8 M                   | 3                      |                        |
| 5.                     | Yoshio Fujimoto        | Arne Hertz             | Toyota Celica GT-Four       | 4:58.34                | +21.04                 | A8                     | 2                      |                        |
| 6.                     | Karamjit Singh         | Allen Oh               | Proton Wira 4WD             | 5:03.02                | +25.32                 | N4                     | 1                      |                        |
| 7.                     | Harri Rovanperä        | Voitto Silander        | Seat Ibiza GTI 16V          | 5:06.36                | +29.06                 | A7 2L                  |                        |                        |
| 8.                     | Shigeyuki Konishi      | Tony Sircombe          | Subaru Impreza 555          | 5:09.21                | +31.51                 | N4                     |                        |                        |
| 9.                     | Erwin Weber            | Manfred Hiemer         | Seat Ibiza GTI 16V          | 5:10.07                | +32.37                 | A7 2L                  |                        |                        |
| 10.                    | Reza Pribadi           | Klaus Wicha            | Subaru Impreza 555          | 5:11.27                | +33.57                 | A8                     |                        |                        |
| PWRC                   |                        |                        |                             |                        |                        |                        |                        |                        |
| 1 (6.)                 | Karamjit Singh         | Allen Oh               | Proton Wira 4WD             | 5:03.02                | -                      | N4                     |                        |                        |
| 2 (8.)                 | Shigeyuki Konishi      | Tony Sircombe          | Subaru Impreza 555          | 5:09.21                | +6:19                  | N4                     |                        |                        |
| 3 (12.)                | Hideaki Miyoshi        | Yoshimasa Nakahara     | Subaru Impreza 555          | 5:12:24                | +9:22                  | N4                     |                        |                        |
| 2L WRC                 |                        |                        |                             |                        |                        |                        |                        |                        |
| 1 (7.)                 | Harri Rovanperä        | Voitto Silander        | Seat Ibiza GTI 16V          | 5:06.36                | -                      | A7 2L                  |                        |                        |
| 2 (9.)                 | Erwin Weber            | Manfred Hiemer         | Seat Ibiza GTI 16V          | 5:10.07                | +3:31                  | A7 2L                  |                        |                        |
| 3 (13.)                | Nobuhiro Tajima        | Glenn Macneall         | Suzuki Baleno Wagon Kit Car | 5:14:11                | +7:35                  | A7 2L                  |                        |                        |

1. ↑  Litera M przy oznaczeniu grupy do której należy samochód oznacza, iż tylko ci kierowcy zdobywali punkty dla swoich zespołów liczonych w klasyfikacji producentów na koniec sezonu.

## Klasyfikacja po 11 rundach
Tabele przedstawiają tylko pięć pierwszych miejsc.

### Kierowcy
| Lp. | Kierowca         | Pkt |
| --- | ---------------- | --- |
| 1   | Tommi Makinen    | 52  |
| 2   | Carlos Sainz     | 44  |
| 3   | Colin McRae      | 32  |
| 4   | Kenneth Eriksson | 28  |
| 5   | Juha Kankkunen   | 22  |

### Producenci
| Lp. | Producent           | Pkt |
| --- | ------------------- | --- |
| 1   | 555 Subaru WRT      | 78  |
| 2   | Ford Motor Co. Ltd. | 77  |
| 3   | Mitsubishi Ralliart | 69  |